# Comtat de Barbour (Alabama)
El comtat de Barbour és un comtat dels Estats Units a Alabama. Segons el cens del 2020, la població era de 25.223. La seu del comtat és Clayton. La ciutat més gran és Eufaula. Es diu així en nom de James Barbour, que va ser governador de Virginia.